# Роберт-Нізбет Бейн
Роберт-Нізбет Бейн (1854–1909) — британський історик і лінгвіст, який працював у Британському музеї.  

## Життя
Бейн народився в Лондоні в 1854 році в родині Девіда та Елізабет (уродженої Коуен) Бейн. 
Бейн був вільним лінгвістом, який володів понад двадцятьма мовами. Окрім перекладу низки книг, він також використовував свої навички для написання наукових праць про іноземні народи та фольклор. Бейн часто дописував до Британської енциклопедії. Його внески складалися з біографій і варіювалися від Ендрю Аагенсена до Олександра Велопольського. Він сам навчився угорської мови, щоб мати змогу читати Мора Йокая в оригіналі після того, як спочатку прочитав його німецькою.Він перекладав з фінської, данської та російської мов, а також займався турецькими авторами через угорську. Він був найбільш плідним перекладачем з угорської мови на англійську у ХІХ столітті. Він пізно одружився і помер молодим, опублікувавши широкий спектр літератури з Європи або про неї. 
Похований на кладовищі Бруквуд.

## Твори
- Густав III. та його сучасники 1746-1792. 2 Bände. Лондон: Kegan Paul, Trench, Trübner, 1894.
- Дочка Петра Першого. Історія російської дипломатії. Вестмінстер: Арчибальд Констебль, 1899
- Петро III. Імператор рос. Історія про кризу і злочин. Лондон: Archibald Constable, 1902.
- Біографія Льва Толстого, 1903 рік.
- Скандинавія. Політична історія Данії, Норвегії та Швеції з 1513 по 1900 рік. Cambridge: University Press, 1905
- Перші Романови. Історія московської цивілізації та піднесення сучасної Росії за Петра Великого та його предтеч. 1905 рік. Перевидання, Нью-Йорк: Russell & Russell, 1967.
- Слов'янська Європа: політична історія Польщі та Росії з 1447 по 1796 рік, Cambridge University Press, 1908.
- Останній король Польщі та його сучасники. Лондон: Methuen, 1909
- Карл XII й крах Шведської імперії 1682-1719, NA Kessinger Pub. Co. 2006, ISBN 1-4326-1903-9.

## Переклади
- Російські казки, 1892
- Козацькі казки та народні оповідання, Лондон: Лоуренс і Буллен 1894
- Турецькі казки та народні оповідання, 1896
- Розповіді Толстого, 1901
- Оповідання Горького, 1902

Переклади 
- Mór Jókai:
  - Egy Magyar Nábob, 1850; англ. Угорський набоб, Нью-Йорк : DOUBLEDAY, PAGE & COMPANY 1899 [7]
  - День гніву
  - Бідні плутократи
- Йонас Лауріц Ідеміл Лі:
  - Дивовижні казки з північних морів [8]

## Зовнішні посилання
- Works by Robert Nisbet Bain at Project Gutenberg
- Works by or about Robert Nisbet Bain at Internet Archive
- Works by Robert Nisbet Bain at LibriVox (public domain audiobooks)